# Angiosarcome
 Mise en garde médicale
L'angiosarcome est une tumeur maligne qui se développe à partir des éléments conjonctifs de la paroi des vaisseaux sanguins ou lymphatiques. C'est donc un sarcome des tissus mous.
Du fait de son origine vasculaire l'angiosarcome peut se développer dans de nombreux organes comme la peau (fréquemment), les muscles, le foie, le sein (chez la femme et l'homme), la rate, le cœur et occasionnellement dans les os. Du fait de la variété des localisations les symptômes ressentis sont très variables.

## Étiologie  et fréquence
Les angiosarcomes sont des cancers rares. Ils touchent moins d'une personne sur un million par an aux États-Unis. Les antécédents de radiothérapie, même ancienne, sont évoqués comme facteur de risque de même que la présence d'un lymphœdème infectieux ou séquellaire d'un traitement chirurgical. L'angiosarcome du foie peut être secondaire à une exposition chimique professionnelle (chlorure de vinyle, arsenic, etc.), sanitaire (dans l'eau du robinet) ou environnementale (dioxines),,. Des anomalies chromosomiques sont aussi considérées comme prédisposantes à la survenue d'angiosarcomes (syndrome de Klippel-Trenaunay, maladie de von Hippel-Lindau, neurofibromatose de Von Recklinghausen).

## Traitements
La prise en charge ne diffère pas de celle d'un sarcome des tissus mous. Le traitement dépend de l'emplacement et les options comprennent la chirurgie, la radiothérapie et la chimiothérapie. En 2016 une piste thérapeutique est ouverte avec le repositionnement du propranolol.

## Angiosarcomes particuliers
Le sarcome de Kaposi est une forme particulière d'angiosarcome, il est fréquent chez le sujet souffrant du SIDA.